# Seiloni Iaruel
Seiloni Iaruel (17 de abril de 1995) es un futbolista vanuatuense que juega como arquero en el Amicale.

## Carrera
Siempre fue uno de los futbolistas más destacados de la Teaouma Academy de Vanuatu, por ello, en 2011 el Tafea decidió ficharlo. En 2012, al término de la Copa de las Naciones de la OFC, estuvo a prueba en Inglaterra en el Stoke City y el Manchester City, aunque finalmente ninguno de los dos clubes lo contrató. En 2015 firmó con el Amicale.

### Clubes
| Club                  | País    | Año             |
| --------------------- | ------- | --------------- |
| Tafea Football Club   | Vanuatu | 2011 - 2015     |
| Amicale Football Club | Vanuatu | 2015 - Presente |

### Selección nacional
Disputó la Copa de las Naciones de la OFC 2012, en donde solamente disputó el encuentro en el que Vanuatu derrotó 5-0 a Samoa, y donde le atajó un penal a Andrew Setefano. Volvería a ser convocado cuatro años después para la edición 2016.